# Eucarbon

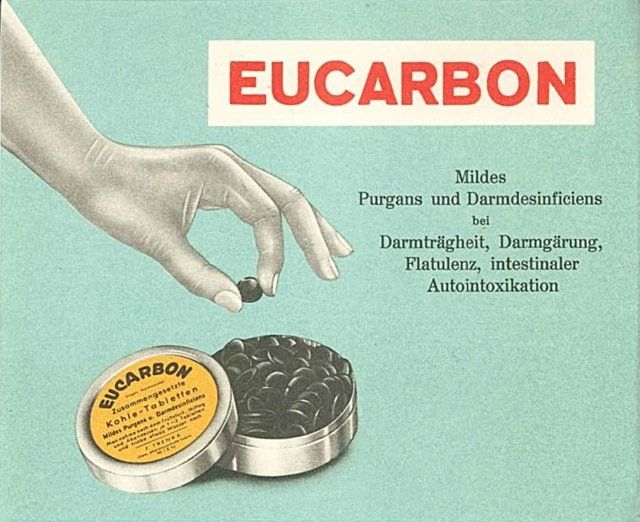
Eucarbon. Historische Werbung

Eucarbon ist der Handelsname eines von dem Unternehmen F. Trenka auf den Markt gebrachten Fertigarzneimittels, das 1909 in Österreich entwickelt wurde. Es ist eine Kombination pflanzlicher und mineralischer Inhaltsstoffe und wird traditionell als mildes Abführmittel (Laxans) gegen leichte Formen der Verstopfung eingesetzt. 

## Namensherkunft und Darreichungsform
Der Name Eucarbon leitet sich etymologisch von griechisch εὐ ‚gut‘ und lateinisch carbo ‚Kohle‘ her. Die Darreichungsform sind nichtüberzogene, schwarzgraue Tabletten ohne Bruchrille.

## Geschichte
1909 entwickelten F. Trenka und Wolfgang Josef Pauli (Vater des Nobelpreisträgers und Physikers Wolfgang Ernst Pauli) Eucarbon in einer Wiener Apotheke. Daraufhin wurde die Produktion in Wien errichtet. 1914 begann der Export nach Deutschland, Ungarn und Italien. Für Mexiko und die Türkei wurden Lizenzen erworben. 1929 erfolgte eine Partnerschaft und die Eintragung der Firma F. Trenka ins Handelsregister. 1948 wurde der Export auf die arabische Region, unter anderem auf Saudi-Arabien, Libyen, Syrien, Libanon und Jordanien, ausgeweitet. Das Präparat, als „zusammengesetzte Kohle-Tabletten“ beschrieben, wurde früher mit den Worten „mildes Purgans und Darmdesinficiens“ beworben („bei Darmträgheit, Darmgärung, Flatulenz, intestinaler Autointoxocation“). 1978 übernahmen Heinz-Georg Kamler und Michaela Kamler das Wiener Unternehmen „F. Trenka. Chem.-pharmazeutische Fabrik“ und führten modernere Produktionsmethoden gemäß den WHO-Standards (Good Manufacturing Practice) ein. Seit 1992 existiert die Blisterpackung. Eucarbon wurde in den 1990er Jahren in etwa 40 Länder exportiert. 2002 wurde Eucarbon in Rumänien, Estland, Ukraine und weiteren Ländern eingeführt. 2015 wird Eucarbon in mehr als 70 Ländern weltweit vertrieben. Seit der Firmengründung 1909 bis 2015 wurden weltweit ca. 8,2 Milliarden Tabletten verkauft.

## Pharmakologie

### Wirkstoffe und Wirkmechanismus
Die Wirkstoffe von Eucarbon sind gepulverte Holzkohle, Rhabarberwurzelextrakt, Sennesblätter und Schwefel. Holzkohle soll als Adsorbens wirken, wobei die gleichzeitig vorhandenen Sennesblätter für eine rasche Ausscheidung der an die Kohle gebundenen toxischen Substanzen sorgen sollen. Sennesblätter enthalten Anthrachinonglykoside, die die Peristaltik des Darms anregen. Sie wirken im Dickdarm und verringern dort die Absorption von Flüssigkeit und Salzen. Durch die geringere Wasserresorption bleibt der Stuhl weich und der Stuhlgang wird erleichtert. Als weitere Inhaltsstoffe sind ätherische Öle aus der Minze und dem Fenchel enthalten. Die abführende (laxierende) Wirkung setzt etwa 8–10 Stunden nach der Einnahme ein. Je nach Dosierung entfaltet Eucarbon eine leicht laxative oder stopfende Wirkung und reguliert somit leichte Fehlfunktionen der Verdauung.

### Nebenwirkungen und Gegenanzeigen
Beobachtet wurden vereinzelt Bauchschmerzen, Durchfall, vor allem bei Einnahme zu hoher Dosen. Sehr selten (bei weniger als 1 Person von 10.000) können Übelkeit oder Erbrechen auftreten. Selten können allergische Reaktionen auftreten. Wie bei anderen Abführmitteln kann die Einnahme von hohen Dosen über lange Zeit zu Mineralstoffverlusten, insbesondere von Kalium führen, die eine Darmträgheit verstärken können. Dies kann sich in Muskelschwäche und eine durch eingeschränkte Darmtätigkeit bedingte Verstopfung äußern. Eine schwache Rotfärbung des Harnes kann gelegentlich bei dessen alkalischer Reaktion beobachtet werden.